# Lipotaxia rubicunda
Lipotaxia rubicunda är en fjärilsart som beskrevs av W. Warren 1905. Lipotaxia rubicunda ingår i släktet Lipotaxia och familjen mätare. Inga underarter finns listade i Catalogue of Life.